# George Eaton
George Ross Eaton est un ancien pilote automobile né le 12 novembre 1945 à Toronto, Ontario (Canada). Il est un descendant de Timothy Eaton, fondateur des magasins Eaton qui fut jadis la plus grande chaîne de magasins du Canada.

## Biographie
George Eaton s'est engagé sur quinze Grands Prix de championnat du monde de Formule 1 de 1969 à 1971 et une course hors-championnat. Au sein de l'écurie BRM, il s'est qualifié à onze reprises et n'a pas inscrit de point en championnat. 
Il concourt également en USAC Championship Car (Indy), en CanAm et dans d'autres séries canadiennes. En 1972, il échoue dans sa tentative de se qualifier pour les 500 miles d'Indianapolis. 
Il est intronisé au Canadian Motorsport Hall of Fame en 1994.
Après sa carrière de pilote, il a présidé la chaîne de magasins Eaton pendant dix ans.

## Résultats en championnat du monde de Formule 1
| Saison | Écurie                                    | Châssis           | Moteur  | Pneus     | GP disputés | Points inscrits | Classement |
| ------ | ----------------------------------------- | ----------------- | ------- | --------- | ----------- | --------------- | ---------- |
| 1969   | Owen Racing Organisation                  | BRM P138          | BRM V12 | Dunlop    | 2           | 0               | n.c.       |
| 1970   | Owen Racing Organisation Yardley Team BRM | BRM P139 BRM P153 | BRM V12 | Dunlop    | 8           | 0               | n.c.       |
| 1971   | Yardley Team BRM                          | BRM P160 (en)     | BRM V12 | Firestone | 1           | 0               | n.c.       |

## Résultats complets en USAC Championship Car (Indy)
| Année | Circuit                             | Équipe         | Qualification | Course |
| ----- | ----------------------------------- | -------------- | ------------- | ------ |
| 1971  | Milwaukee Mile                      | Fejer Brothers | 20            | 9      |
| 1971  | Ontario Motor Speedway (Californie) | Fejer Brothers | 31            | 11     |
| 1971  | Trenton Speedway (New Jersey)       | Fejer Brothers | 19            | 10     |
| 1971  | Phoenix International Raceway       | Fejer Brothers | 24            | 18     |
| 1972  | Phoenix International Raceway       | Fejer Brothers | 24            | 11     |
| 1972  | Indianapolis Motor Speedway         | Fejer Brothers | NQ            | -      |

## Résultats aux24 heuresdu Mans
| Année | Équipe                     | Voiture       | Équipiers      | Résultat |
| ----- | -------------------------- | ------------- | -------------- | -------- |
| 1971  | North American Racing Team | Ferrari 512 S | Masten Gregory | Abandon  |